# Dissertatio inauguralis botanico medica de Artemisiis
Dissertatio inauguralis botanico medica de Artemisiis (abreviado Artemis.) es un libro con ilustraciones y descripciones botánicas que fue escrito por  Johannes Paul Stechmann en latín y publicado en Gotinga en el año 1775 en Gotinga con el título Dissertatio inauguralis botanico medica de Artemisiis. Quam consensu ordinis medicorum in Academia Georgia Augusta pro summis in medicina honoribus ev privilegiis legitime capessendis die vi. ivnii mdcclxxv